# М'єраг
М'єраг (рум. Mierag) — село у повіті Біхор в Румунії. Входить до складу комуни Теркая.
Село розташоване на відстані 377 км на північний захід від Бухареста, 62 км на південний схід від Ораді, 96 км на захід від Клуж-Напоки, 128 км на північний схід від Тімішоари.

## Населення
За даними перепису населення 2002 року у селі проживали 212 осіб, з них 211 осіб (99,5%) румунів. Рідною мовою 211 осіб (99,5%) назвали румунську.